# Joseph Kovács
Joseph Kovács (eigenlijk: Joseph Schmitz) (Bratislava, 30 december 1825 – Wenen, 11 november 1892) was een Slowaaks-Oostenrijkse componist en militaire kapelmeester.

## Levensloop
Kovács kreeg zijn muzikale opleiding in de muziekdienst van het voormalige Oostenrijks-Hongaars leger. Hij was muzikant in de muziekkapel van het Infanterie Regiment nr. 2. Van 1857 tot 1861 was hij kapelmeester van de militaire muziekkapel van het Infanterie Regiment nr. 27 en vervolgens ook van de muziekkapellen van het Infanterie Regiment nr. 56 en het Oostenrijkse muziekkorps van de Marine. Als dirigent heeft hij in het voorjaar van 1858 samen met Josef Strauss dubbelconcerten in "Ungers Casino" in Hernals verzorgd.
Zoals de meeste militaire kapelmeesters van het oude Oostenrijks-Hongaars leger heeft hij ook gecomponeerd voor harmonieorkest. 

## Composities

### Werken voor harmonieorkest
- 1860 Wiener Bitz, polka, op. 50
- Admiral Bourguignon-Marsch
- Alexander-Marsch
- Cleopatra-Quadrille
- Comet-Polka
- Galizianer-Marsch
- Kronprinzen-Marsch (Kronprinz Rudolf-Marsch)[4]
- Preßburger-Marsch
- Volkslieder Marsch
- Württemberg-Marsch

### Werken voor piano
- Wiener Blitz, polka, op. 50